# 诺曼·麦克劳德·罗杰斯
诺曼·麦克劳德·罗杰斯，PC MP ，（1894年7月25日—1940年6月10日），是加拿大律师、政治家。他曾担任加拿大安大略省金斯顿市议员以及麦肯齐·金内阁的劳工部长、国防部长，同时他也是麦肯齐·金的传记作者。

## 生平
罗杰斯于1894年出生在新斯科舍省的阿默斯特，他在第一次世界大战期间曾在军队服役。战后他去了牛津大学大学学院，在那里他获得了现代历史学士学位。罗杰斯从1927年到1929年担任自由党总理麦肯齐·金的私人秘书，并在金斯敦的女王大学担任教授。1935年他进入麦肯齐·金的内阁被任命为劳工部长，之后于1939年二战爆发后转任国防部长。
罗杰斯于1940年6月10日在安大略省牛顿维尔附近的一次空难中丧生，当时他正准备从渥太华前往多伦多参加演讲活动。就在他去世的当天，加拿大正式对意大利宣战。
麦肯齐·金总理对罗杰斯的死极为痛惜，罗杰斯对他而言是一位重要的内阁成员与亲密顾问；罗杰斯和金的个人关系相当融洽，金也在试图培养罗杰斯成为他的总理继任者。位于金斯顿的诺曼·罗杰斯机场便以他的名字命名，加拿大海岸警卫队的一艘破冰船也以他的名字命名，但它后来被卖给了智利并更名为「Almirante Óscar Viel」。